# Willy Vernimmen
Willy Vernimmen (ur. 23 grudnia 1930 w Aalst, zm. 22 lutego 2005) – belgijski polityk, związany z Belgijską Partią Socjalistyczną (BSP), były poseł do Parlamentu Europejskiego.
Przez dwie kadencje Poseł do Parlamentu Europejskiego (17 lipca 1979 r. - 24 lipca 1989 r.)
Członek zarządu i wiceprzewodniczący federacji Aalst i departamentu belgijskiej Partii Socjalistycznej.
Członek zarządu, sekretarz regionalny Centrali Pracowników Żywności i Hotelarstwa (belgijskiego związku zawodowego).
Trzykrotnie wybrany na Senatora Regionu Oudenaarde oraz Aalst (10 marca 1974 r. - 7 listopada 1981 r.)
Od 7 grudnia 1971 r. do 20 października 1980 czterokrotnie Członek Rady Kultury.
Trzykrotnie wybrany na Senatora Regionu Oudenaarde oraz Aalst (10 marca 1974 r. - 7 listopada 1981 r.)
Członek Komisji ds. Polityki młodzieżowej, kształcenia ustawicznego i sportu (14 czerwca 1977 r. - 16 grudnia 1978 r. oraz 15 maja 1979 r. - 2 czerwca 1980 r.)
Członek Flamandzkiej Rady Regionalnej (26 listopada 1974 r. - 9 marca 1977 r.).
Senator prowincjonalny (Flandria Wschodnia) (17 listopada 1971 r. - 9 marca 1974 r.)
Przedstawiciel okręgu Aalst (7 stycznia 1969 r. - 6 listopada 1971 r.).